# Hocico
Hocico (Aussprache [oˈsiko] (mexikanisches Spanisch)) ist eine mexikanische Band aus dem Elektro-Umfeld.

## Geschichte
Die beiden Mexikaner Erk Aicrag (Texte und Gesang) und Racso Agroyam (Programmierung) formierten sich 1993 zu einer Band unter dem Namen Hocico de Perro. Die etwas seltsam anmutenden (und wenig spanisch klingenden) Namen der beiden sind Ananyme ihrer bürgerlichen Namen Eric Garcia und Oscar Mayorga. Eine sechsbeinige Spinne, die ein H auf dem Rücken trägt, ist das Symbol der beiden Cousins, die seit ihrer Kindheit ihre musikalischen Erfahrungen und Interessen teilen.
Im Alter von 15 Jahren begann Racso mit einem Yamaha-Keyboard zu experimentieren. Gleichzeitig begann Erk mit Gesangproben und verfasste die ersten Texte.

„Stück für Stück begannen wir damit, unsere Kräfte zu vereinen.“

Racso hatte vor 1993 noch keine Misch- oder Aufnahmemöglichkeiten und so konzentrierte er sich darauf, sich selbst zu schulen.
Die Mehrzahl der Liedtexte handelt von Themen wie der Darstellung von Hass und Gewalt oder der Ablehnung von Religion. Der verzerrte, aggressive Gesang ist in Englisch oder in Spanisch gehalten. Mit den Liedern Starving Children (deutsch: „Hungernde Kinder“) und Tales from the Third World (deutsch: „Geschichten aus der Dritten Welt“) veröffentlichte die Band auch zwei sozialkritische Lieder über ihre mexikanische Heimat.
Hocicos erster Live-Auftritt war am 18. Februar 1994. Die Band hat weltweit gesehen in Deutschland die größte Fangemeinde und tritt bei größeren Musikfestivals der Schwarzen Szene wie dem Wave-Gotik-Treffen, dem Amphi Festival oder dem M’era Luna Festival auf. Bei dem in Berlin ansässigen Plattenlabel Out of Line hat die Band ihre erste offizielle CD herausgebracht und ist seitdem bei diesem unter Vertrag. Out Of Line vertreibt die CDs in Europa, in Nordamerika veröffentlichen sie ihre CDs bei Metropolis Records.

## Nebenprojekte
Erk Aicrag gründete 2003 unter dem Namen Rabia Sorda sein Soloprojekt.
Bis heute sind vier Alben sowie drei Singles entstanden und bei Out of Line veröffentlicht worden:
- 2006: Save Me from My Curse (Single)
- 2006: Metodos del Caos (Album)
- 2009: Radio Paranoia (Single)
- 2009: Noise Diary (Album)
- 2012: The Art of Killing Silence (Wiederveröffentlichung der ersten beiden Alben mit Bonus-Titeln)
- 2012: Eye M the Blacksheep (Single)
- 2013: Hotel Suicide (Album)
- 2014: Animales Salvajes (EP)
- 2016: King of the Wasteland (Single)
- 2018: The World Ends Today (Album)

Racso Agroyam ist ebenfalls mit seinem Soloprojekt Dulce Liquido tätig.
Dulce Liquido entstand 1993 und veröffentlichte, ebenfalls bei Out of Line, zwei Alben.
- 2000: Disolucion
- 2003: Shock Therapy
- 2012: Contaminacion Armonica (Wiederveröffentlichung der beiden Alben mit Bonus-Titeln)

## Diskografie
| Jahr                                    | Titel                                         | Format            | Label | Anmerkungen |
| --------------------------------------- | --------------------------------------------- | ----------------- | --- | --- |
| 1993                                    | Misuse, Abuse And Accident                    | Demotape          | | limitiert auf 30 Stück, selbstveröffentlicht |
| 1994                                    | Autoagresión Persistente                      | Demotape          | | selbstveröffentlicht |
| 1996                                    | Triste Desprecio                              | Demotape          | | selbstveröffentlicht |
| 1997                                    | Odio Bajo El Alma                             | CD                | Out of Line | |
| 1998                                    | El Día De La Ira                              | Tape, CD          | Opción Sónica | limitiert auf 500 Stück, in Deutschland von Out of Line autorisiert und handnummeriert |
| Los Hijos Del Infierno                  | CD                                            | Out of Line       | aufgenommen während der „Tierra Electrica Tour ’98“ in Europa, 1. Auflage, mit Pappschuber, limitiert auf 500 Stück und handnummeriert, 2. Auflage, ohne Pappschuber, limitiert auf 180 Stück                   | |
| Cursed Land                             | EP                                            | Out of Line       | | |
| 1999                                    | Sangre Hirviente                              | CD                | Out of Line | es gibt zwei verschiedene Booklets, eines wurde zensiert, kann aber gegen Altersnachweis bei Out of Line mitbestellt werden |
| Tierra Electrica ’99                    | CD                                            | Out of Line       | Live-Sampler mit Culture Kultür und K.I.F.O.T.H., limitiert auf 1000 Stück | |
| 2000                                    | Aquí Y Ahora En El Silencio                   | CD, Boxset        | Out of Line, Interbeat Records | das Boxset ist auf 1000 Stück limitiert |
| 2001                                    | Untold Blasphemies                            | MCD               | Out of Line | |
| 2002                                    | Signos De Aberracion                          | CD, Boxset        | Out of Line | das Boxset ist auf 1500 Stück limitiert |
| El Dia De La Ira                        | CD                                            | Out of Line       | Re-Release | |
| 2003                                    | Disidencia Inquebrantable                     | EP                | Out of Line | |
| Hate Never Dies                         | 4CD-Boxset                                    | Out of Line       | limitiert auf 2500 Stück mit Zertifikat | |
| Hate Never Dies (The Remix Celebration) | CD                                            | Out of Line       | | |
| 2004                                    | Born to Be (Hated)                            | MCD, Vinyl        | Out of Line | das Vinyl ist auf 500 Stück limitiert und handnummeriert |
| Wrack and Ruin                          | CD, DCD-Boxset, 2Vinyl-Boxset                 | Out of Line       | das DCD-Boxset ist limitiert (Stückzahl nicht bekannt), das Vinyl-Boxset ist auf 1000 Stück limitiert mit handnummeriertem Zertifikat                                                                           | |
| 2005                                    | Blasphemies in the Holy Land (Live in Israel) | CD                | Out of Line | limitiert auf 2000 Stück |
| 2006                                    | A Través De Mundos Que Arden                  | DVD, DVD+MCD      | Out of Line | Live auf dem M’éra Luna-Festival 2005, das DVD+MCD-Boxset ist limitiert (Stückzahl nicht bekannt), das limitierte Boxset beinhaltet als exklusiven Bonus die MCD "Scars" |
| 2007                                    | About a Dead                                  | MCD               | Out of Line | limitierte Auflage |
| The Shape of Things to Come             | Picture-Shape-CD                              | Out of Line       | limitiert auf 1000 Stück, Handnummeriert | |
| 2008                                    | Memorias Atrás                                | CD, DCD, Boxset   | Out of Line | DCD (Stückzahl nicht bekannt), Boxset auf 666 limitiert (DCD, T-Shirt oder Girlie, Lanyard, Aufnäher, Button, handnummeriertes Zertifikat) |
| Tora! Tora! Tora!                       | Deluxe CD, Assault Bag                        | Out of Line       | Live „Memorias Atrás“-Tour 2008 in Osaka (Japan), Assault Bag auf 441 limitiert (inkl. Deluxe CD, exklusivem T-Shirt, handnummeriertem Meldeblock mit Zertifikat, Hocico-Kugelschreiber, original Armee-Tasche) | |
| 2010                                    | Dog Eat Dog                                   | MCD, Vinyl        | Out of Line | Vinyl auf 666 Stück limitiert mit der exklusiven B-Seite „Breathe Me Tonight“ |
| Tiempos de Furia                        | CD, DCD, Boxset                               | Out of Line       | Limited Boxset (Metalbox - 555 Exemplare), Deluxe Digi 2CD (handnummeriertes Echtheitszertifikat, T-Shirt, Hocico Schlüsselband, Hocico Flagge, Sticker)                                                        | |
| 2011                                    | Blood on the Red Square                       | CD, DVD           | Out of Line | Live "Tiempos de Furia"-Tour 2011 in Moskau (Russland), Jekaterinburg (Russland), Fanbox (Holzkassette mit Branddruck) auf 499 Stück limitiert (inkl. exklusivem Flachmann, zwei gravierten Vodkagläsern, russischem Orden mit Logo sowie nummeriertes Echtheitszertifikat) |
| 2012                                    | Vile Whispers                                 | MCD               | Out of Line | limitierte Auflage |
| El Ultimo Minuto                        | CD, DCD                                       | Out of Line       | limitierte Auflage | |
| 2013                                    | Los Dias Caminando En El Fuego                | CD, DCD           | Out of Line | Limitierte Auflage |
| 2014                                    | Hölle über Berlin                             | Live-CD, DVD      | Out of Line | Live "20th Anniversary Concert in Berlin (30.08.2013)" |
| 2015                                    | In the Name of Violence                       | MCD               | Out of Line | limitierte Edition inkl. Picture-Vinyl, Shirt, Beutel |
| Forgotten Tears (Recovered)             | MCD                                           | Out of Line       | limitierte Auflage | |
| Ofensor                                 | CD, DCD, Boxset                               | Out of Line       | Deluxe Digi 2CD, Limited Deluxe Digi 3CD, limited Boxset (200 Exemplare) Deluxe Digi 3CD (handnummeriertes Echtheitszertifikat, mexikanische Lucha Libre Maske)                                                 | |
| 2017                                    | The Spell of the Spider                       | CD, Boxset, Vinyl | Out of Line | limitierte Deluxe 3-fach-CD, Deluxe Digipak 2CD |
| 2019                                    | Artificial Extinction                         | CD, Boxset, Vinyl | Out of Line | limitiertes Boxset inklusive exklusiver Bonus-CD, Doppelvinyl Edition in blau und silber |